# Chuanjing
Chuanjing (kinesiska: 川井, 川井苏木) är en socken i Kina. Den ligger i den autonoma regionen Inre Mongoliet, i den norra delen av landet, omkring 310 kilometer nordväst om regionhuvudstaden Hohhot.
Genomsnittlig årsnederbörd är 352 millimeter. Den regnigaste månaden är juni, med i genomsnitt 82 mm nederbörd, och den torraste är januari, med 2 mm nederbörd.